# Hyperborea 2008
Hyperborea 2008 is een nieuwe opname van een eerder verschenen muziekalbum van de Duitse elektroband Tangerine Dream. Het oorspronkelijke Hyperborea verscheen in 1983. Hyperborea, destijds opgenomen door een band van drie leden, werd nu volgespeeld door het enige overgebleven lid van de band Edgar Froese. Het kostte weken om de originele tapes te bestuderen om te bekijken welk instrument welke stem vertegenwoordigde. De toenmalige ultramoderne apparatuur is niet meer verkrijgbaar, maar veel geluidseffecten kwamen in moderne computerapparatuur terecht.

## Musici
- Edgar Froese – alle instrumenten

## Composities
Allen door Edgar Froese, Christopher Franke en Johannes Schmoelling:

| Nr. | Titel            | Duur |
| --- | ---------------- | ---- |
| 1.  | No man’s land    |      |
| 2.  | Hyperborea I     |      |
| 3.  | Hyperborea II    |      |
| 4.  | Cinammom Road    |      |
| 5.  | Sphinx Lightning |      |

## Trivia
- bij de geremasterde versie van het originele album ging het mis met de spelling; Sphinx lightning werd Sphinx lighting; ditmaal is de titel Cinnamon road in het boekje verbasterd tot Cinammom road; (cd-lezer is wel goed);
- het hoesje en boekje vermelden vier tracks, terwijl de cd-speler er vijf aangeeft; de track Hyperborea is op de cd gesplitst; track 5 wordt in de speler aangeduid met Nummer 5 – onbekend;
- van Hyperborea 2008 zijn 2000 exemplaren geperst;
- het album heeft een nieuwe hoes, maar de computer geeft het oude ontwerp weer.